# Rhyssemus olympiae
Rhyssemus olympiae är en skalbaggsart som beskrevs av Riccardo Pittino 1990. Rhyssemus olympiae ingår i släktet Rhyssemus och familjen Aphodiidae. Inga underarter finns listade i Catalogue of Life.